# Gen¹³ (film)
Pour plus de détails, voir Fiche technique et Distribution.
Gen¹³ est un film américain d'animation réalisé par Kevin Altieri, sorti en 2000 en direct-to-video.

## Fiche technique
- Titre : Gen¹³
- Réalisation : Kevin Altieri
- Scénario : Kevin Altieri et Karen Kolus d'après le comics Gen¹³ de Jim Lee, Brandon Choi et J. Scott Campbell
- Musique : Amotz Plessner
- Production : Kevin Altieri, Karen Kolus et John Nee
- Société de production : Aegis Entertainment et Wildstorm Productions
- Pays :  États-Unis
- Genre : Animation, action, science-fiction
- Durée : 73 minutes
- Dates de sortie : 
  -  États-Unis : 6 novembre 2000

## Doublage
- Alicia Witt : Caitlin Fairchild
- John de Lancie : le colonel John « Jack » Lynch
- Elizabeth Daily : Freefall / Roxy Spaulding
- Flea : Grunge / Edward Chang
- Mark Hamill : Threshold / Matthew Callahan
- Lauren Lane : Ivana Baiul
- Cloris Leachman : Helga Kleinman
- John DeMita : Stephen Callahan
- Kath Soucie : Rachel
- Jennifer Hale : la colocataire de Fairchild / Rachel Callahan
- Phil LaMarr : Alex Fairchild
- Ryan Ochoa : l'ami de Pitt / Timmy

## Distribution
Le film a été présenté en avant-première à la convention Wizard World Chicago en juillet 1998.